# Musée du banditisme d'Aggius
Le musée du banditisme d'Aggius (en italien : museo del banditismo) est un musée situé à Aggius en Gallura, en Sardaigne,.

## Collections
Une partie des collections est relative au matériel policier et judiciaire ; une autre partie est consacrée à la vie clandestine des bandits-contrebandiers ainsi qu'à l'histoire d'oppositions violentes entre familles galluraises. Le destin de Sebastiano (ou Bastiano) Tansu (1827-1858) est ainsi évoqué.

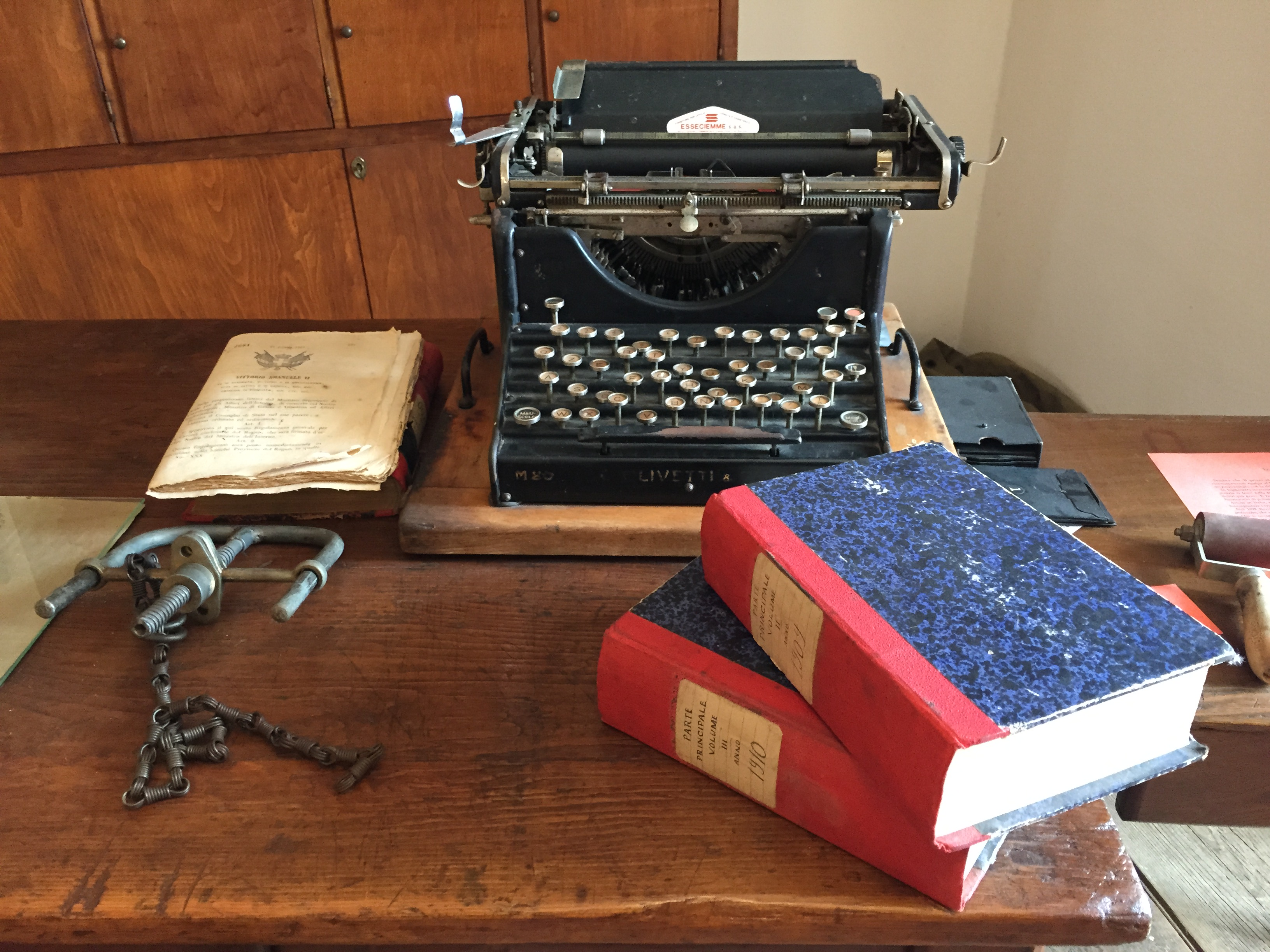
Équipement policier, fin XIXe siècle.
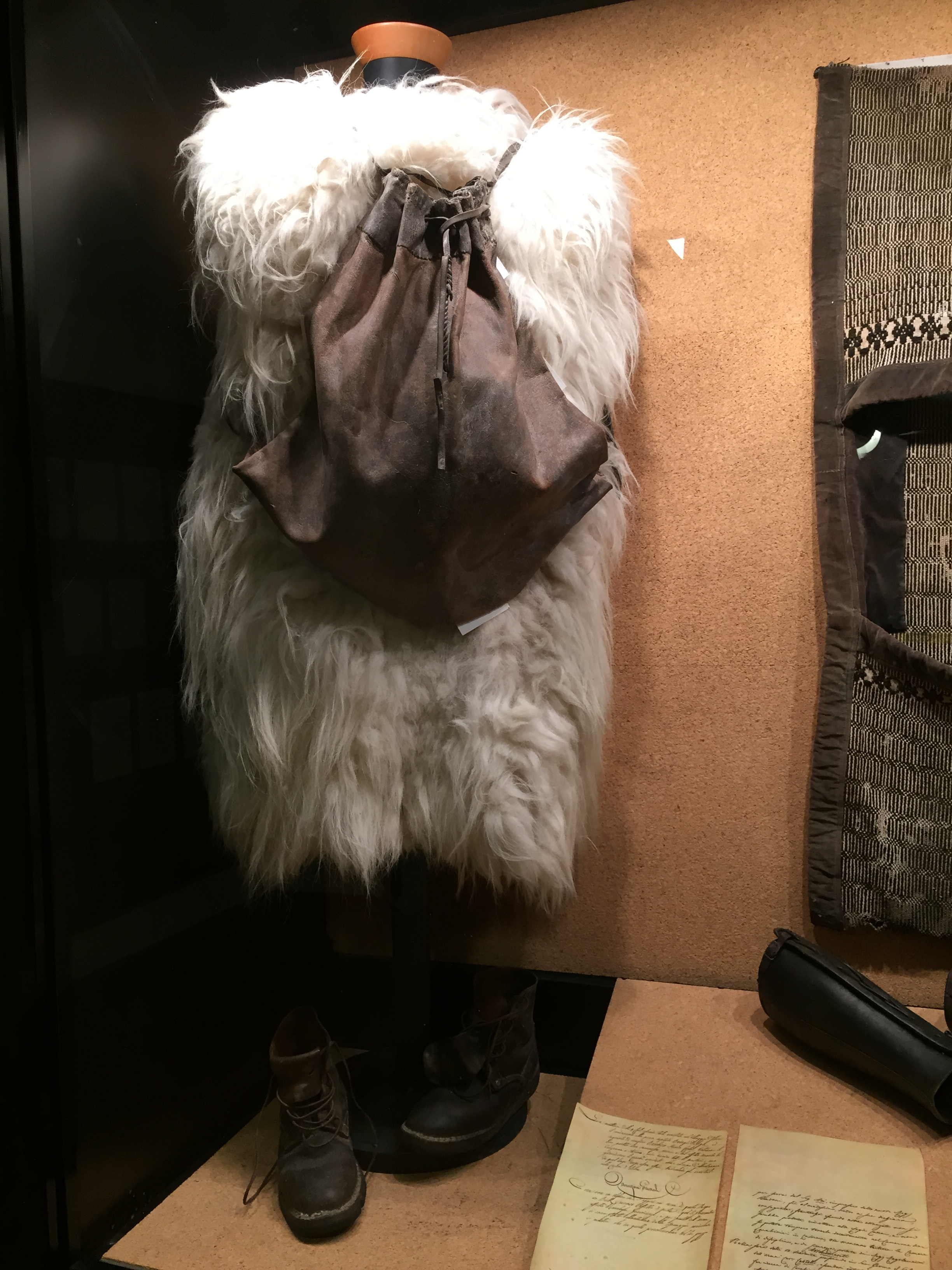
Vêtement et cartouchière — qu'il aurait confectionné lui-même — de Sebastiano Tansu (d).
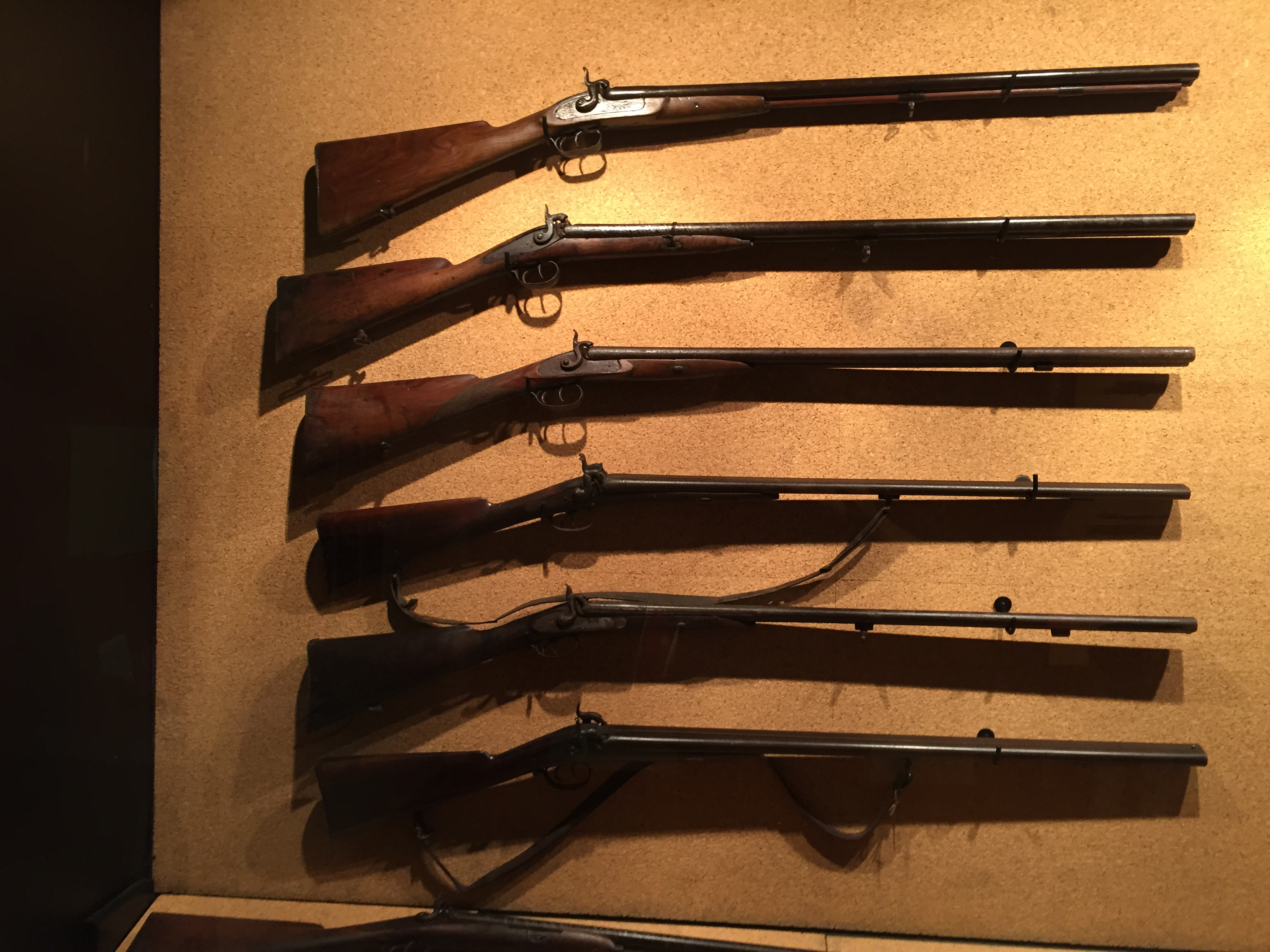
Collection de fusils de bandits.